# Salkin
Salkin (arab. ‏سلقين‎) – miasto w północno-zachodniej Syrii, w muhafazie Idlibu. Stolica poddystryktu Salkin. W spisie z 2004 roku liczyło 23 700 mieszkańców.